# Valeri Minko
Valeri Vikentiévitch Minko (en russe : Валерий Викентьевич Минько) est un footballeur international et entraîneur de football russe né le 8 août 1971 à Barnaoul.

## Biographie

### Carrière de joueur
Né et formé à Barnaoul, il fait ses débuts professionnels au sein de l'équipe locale du Dinamo à l'âge de 17 ans lors de la saison 1988 en troisième division. Il est par la suite transféré dès la mi-saison 1989 au CSKA Moscou mais doit attendre l'année 1991 pour faire ses débuts en première division, jouant cette année-là huit matchs tandis que le club remporte la dernière édition du championnat soviétique. Il ne prend cependant pas part à la finale de la coupe nationale remportée la même année face au Torpedo Moscou.
Minko découvre l'année suivante les compétitions européennes en prenant part à la Ligue des champions et dispute également la finale de la dernière édition de la coupe d'Union soviétique, qui est cette fois perdue contre le Spartak Moscou. Il est également finaliste de la première édition de la coupe de Russie en 1993, mais son équipe est là encore vaincue par le Torpedo Moscou.
Le 16 novembre 1993, au cours d'un match de qualification pour le championnat d'Europe espoirs de 1994 contre la Grèce, une blessure grave l'oblige à subir une néphrectomie et doit poursuivre sa carrière avec un seul rein,.
Il continue par la suite à apparaître de manière régulière pour le CSKA, cumulant 286 matchs pour 14 buts marqués, incluant 15 matchs en coupe d'Europe, entre 1989 et 2001. Il dispute par ailleurs une troisième finale de coupe en 2000, une fois de plus perdue contre le Lokomotiv Moscou. Après son départ à la fin de la saison 2001, il effectue un bref passage en deuxième division avec le Kouban Krasnodar avant de mettre un terme à sa carrière en 2002, à l'âge de 31 ans.
Après la fin de sa carrière, il devient entraîneur au sein du centre de formation et des équipes de jeunes du CSKA Moscou à partir de 2003.

### Carrière internationale
Durant ses premières années, il participe notamment à la Coupe du monde des moins de 20 ans en 1991, où la sélection soviétique termine troisième. Il prend également part à la phase qualificative du championnat d'Europe espoirs 1994 avec les espoirs russes.
Minko est appelé pour la première fois avec la sélection russe par Boris Ignatiev au mois d'octobre 1996 dans le cadre des éliminatoires de la Coupe du monde 1998, étant titularisé à deux reprises contre Israël le 9 octobre puis le Luxembourg le 10 novembre. Il n'est cependant pas retenu par la suite pour le restant des éliminatoires.
Finalement rappelé par Anatoli Bychovets en septembre 1998, Minko connaît ses deux dernières sélections face à l'Ukraine le 5 septembre pour les éliminatoires de l'Euro 2000 puis contre l'Espagne en match amical le 23 septembre.

## Statistiques
| Saison                | Club                  | Championnat           | Championnat | Championnat | Coupe(s) nationale(s) | Coupe(s) nationale(s) | Compétition(s) continentale(s) | Compétition(s) continentale(s) | Compétition(s) continentale(s) | Total | Total |
| Saison                | Club                  | Division              | M.          | B.          | M.                    | B.                    | Comp.                          | M.                             | B.                             | M.    | B.    |
| 1988                  | Dinamo Barnaoul       | D3                    | 2           | 0           | -                     | -                     | -                              | -                              | -                              | 2     | 0     |
| 1989                  | Dinamo Barnaoul       | D3                    | 1           | 0           | -                     | -                     | -                              | -                              | -                              | 1     | 0     |
| Sous-total            | Sous-total            | Sous-total            | 3           | 0           | -                     | -                     | -                              | -                              | -                              | 3     | 0     |
| 1989                  | CSKA Moscou           | D2                    | 1           | 0           | -                     | -                     | -                              | -                              | -                              | 1     | 0     |
| 1990                  | CSKA Moscou           | D1                    | -           | -           | 3                     | 0                     | -                              | -                              | -                              | 3     | 0     |
| 1991                  | CSKA Moscou           | D1                    | 8           | 0           | 4                     | 0                     | -                              | -                              | -                              | 12    | 0     |
| 1992                  | CSKA Moscou           | D1                    | 18          | 2           | 3                     | 0                     | C1                             | 3                              | 0                              | 24    | 2     |
| 1993                  | CSKA Moscou           | D1                    | 26          | 6           | 2                     | 0                     | C1                             | 4                              | 0                              | 32    | 6     |
| 1994                  | CSKA Moscou           | D1                    | 16          | 2           | 2                     | 0                     | C2                             | 1                              | 0                              | 19    | 2     |
| 1995                  | CSKA Moscou           | D1                    | 24          | 0           | -                     | -                     | -                              | -                              | -                              | 24    | 0     |
| 1996                  | CSKA Moscou           | D1                    | 33          | 1           | 1                     | 0                     | C3                             | 4                              | 1                              | 38    | 2     |
| 1997                  | CSKA Moscou           | D1                    | 28          | 0           | 4                     | 0                     | -                              | -                              | -                              | 32    | 0     |
| 1998                  | CSKA Moscou           | D1                    | 25          | 1           | 3                     | 0                     | -                              | -                              | -                              | 28    | 1     |
| 1999                  | CSKA Moscou           | D1                    | 28          | 1           | 3                     | 0                     | C1                             | 2                              | 0                              | 33    | 1     |
| 2000                  | CSKA Moscou           | D1                    | 19          | 0           | 3                     | 0                     | C3                             | 1                              | 0                              | 23    | 0     |
| 2001                  | CSKA Moscou           | D1                    | 16          | 0           | 1                     | 0                     | -                              | -                              | -                              | 17    | 0     |
| Sous-total            | Sous-total            | Sous-total            | 242         | 13          | 29                    | 0                     | -                              | 15                             | 1                              | 286   | 14    |
| 2002                  | Kouban Krasnodar      | D2                    | 3           | 0           | -                     | -                     | -                              | -                              | -                              | 3     | 0     |
| Total sur la carrière | Total sur la carrière | Total sur la carrière | 248         | 13          | 29                    | 0                     | -                              | 15                             | 1                              | 292   | 14    |

## Palmarès
CSKA Moscou
- Champion d'Union soviétique en 1991.
- Finaliste de la Coupe d'Union soviétique en 1992.
- Finaliste de la Coupe de Russie en 1993 et 2000.